# Droga ekspresowa S6 (Polska)
Droga ekspresowa S6, od 19 marca 2025 roku także Trasa Kaszubska (kaszub. Kaszëbskô Darga) – droga ekspresowa w północnej Polsce łącząca Szczecin poprzez Police, Goleniów, Kołobrzeg, Koszalin, Sławno, Słupsk, Lębork i Trójmiasto z Rusocinem o łącznej długości ponad 360 km. Na dużym odcinku prowadzić ma niemal równolegle do wybrzeża Bałtyku, łącząc aglomerację szczecińską, Pomorze Środkowe i Trójmiasto.

## Istniejące odcinki

### Goleniów – Nowogard
Odcinek dwujezdniowy, czteropasmowy o długości 19,2 km położony w województwie zachodniopomorskim. Rozpoczyna się na węźle Goleniów Północ, który stanowi połączenie drogi ekspresowej S3 i S6, a kończy na włączeniu w istniejącą wcześniej obwodnicę Nowogardu. Wykonawcą został Budimex za kwotę 424 mln zł, umowę podpisano 29 września 2015. Wykonawca miał 15 miesięcy na zaprojektowanie trasy oraz 22 na wykonanie prac budowlanych. Drogę pomiędzy Goleniowem a Nowogardem otworzono 8 maja 2019 roku. Na trasie powstały dwa węzły: Goleniów Lotnisko i Osina, a węzeł Goleniów Północ przebudowano i dostosowano do standardów drogi ekspresowej. Ponadto zbudowano osiemnaście obiektów mostowych, w tym górne przejścia dla zwierząt.

### Obwodnica Nowogardu
Północna obwodnica Nowogardu o długości 9,4 km, przebiegająca w kierunku zachód-północ od Olchowa przez Warnkowo do Wojcieszyna. Prace na tym odcinku rozpoczęły się w kwietniu 2010. Udostępnienie dla ruchu jezdni północnej miało miejsce 29 października 2011, natomiast otwarcie jezdni południowej nastąpiło 22 grudnia 2011. Cała obwodnica została otwarta 20 lutego 2012. Wykonawcą był Budimex, a wartość kontraktu wyniosła 132,4 mln zł netto.

### Nowogard – Płoty
Woj. zachodniopomorskie, długość: 20 km. Umowę na zaprojektowanie i budowę podpisano 23 października 2015. Zadanie realizowała firma Mosty Łódź S. A., wartość kontraktu wyniosła 390 246 867,54 złotego. Realizacja miała trwać 34 miesiące, w tym 15 miesięcy było przewidziane na prace projektowe, i miała zakończyć się w kwietniu 2019 roku. 20 sierpnia 2019 na odcinku wprowadzono tymczasowo jednojezdniową organizację ruchu, która obowiązywała do końca października 2019. Jezdnię północną otwarto dla ruchu 30 października 2019.

### Obwodnica Płotów – węzeł Kiełpino
Woj. zachodniopomorskie, długość: 14,6 km. Wartość umowy (podpisanej 6 października 2015 r.) wynosiła 253 995 000 złotych. Wykonawcą była firma Budimex. Powstały dwa węzły drogowe – Wicimice z istniejącą DK6 (obecnie DW112) i Kiełpino z DW105. Inwestycja była realizowana w formule "projektuj i buduj". Realizacja inwestycji miała trwać 34 miesiące, w tym 15 miesięcy przewidzianych na opracowanie projektów technicznych trasy i uzyskanie decyzji ZRID. Odcinek oddano do użytku 30 września 2019.

### Węzeł Kiełpino – Kołobrzeg Zachód
Woj. zachodniopomorskie, długość: 24 km. Wartość umowy (podpisanej 9 października 2015 z konsorcjum firm PolAqua i Dragados) wynosiła 455 042 180,12 złotego. Roboty objęły budowę węzła drogowego Kołobrzeg Zachód z DW162, obustronnego miejsca obsługi podróżnych Jarkowo. Inwestycja była realizowana w formule projektuj i buduj. Realizacja zadania miała trwać 34 miesiące, w tym 15 miesięcy na opracowanie projektów technicznych i uzyskanie decyzji ZRID. Odcinek oddano do użytku 30 września 2019.

### Kołobrzeg Zachód – Ustronie Morskie
Woj. zachodniopomorskie, Długość: 14,7 km (w skład zadania wchodziła dodatkowo obwodnica Kołobrzegu na DK11 o dł. 2 km). Umowę na zaprojektowanie i budowę odcinka Kołobrzeg Zachód – Ustronie Morskie podpisano 20 listopada 2015. Wartość kontraktu wynosiła 342 921 540 złotych. Wykonawcą inwestycji była firma PORR S. A., realizacja zadania miała trwać 37 miesięcy, w tym 15 miesięcy przewidzianych na prace projektowe. Budowa drogi miała zostać ukończona w sierpniu 2019 roku, ostatecznie odcinek oddany został do ruchu 10 października 2019.

### Ustronie Morskie – Koszalin
Województwo zachodniopomorskie. Długość: 24,2 km. 29 października 2015 podpisano umowę na zaprojektowanie i budowę odcinka Ustronie Morskie – obwodnica Koszalina i Sianowa (w. Bielice, bez węzła) o wartości 436 844 659,80 złotych. Wykonawcą inwestycji było konsorcjum firm Strabag Infrastruktura Południe Sp. z o.o. i Strabag Sp. z o.o., realizacja zadania miała trwać 34 miesiące, w tym 15 miesięcy przewidzianych na prace projektowe. Budowa drogi początkowo miała zostać ukończona w kwietniu 2019 roku, ostatecznie odcinek oddany został do ruchu 10 października 2019.

### Obwodnica Koszalina i Sianowa

#### Obwodnica Koszalina S6/S11
Województwo zachodniopomorskie. Długość: 10,6 km. W skład trasy wchodzą odcinki:
- Koszalin Zachód – Bielice (część drogi S11): odcinek o długości 1,9 km, oddany do użytku 10 października 2019,
- Bielice – Koszalin Północ: odcinek o długości 5,7 km oddany do użytku 10 października 2019,
- Koszalin Północ – Koszalin Wschód: odcinek o długości 3 km oddany do użytku 29 listopada 2019.

3 marca 2016 zawarto kontrakt na budowę północnej obwodnicy Koszalina i Sianowa w ciągu drogi S6 z węzłami Bielice, Koszalin Północ, Koszalin Wschód i Sianów Wschód wraz z odcinkiem drogi ekspresowej S11 Bielice – Koszalin Zachód (ok. 2 km) omijającym Koszalin od zachodu. Inwestycję realizuje konsorcjum firm PORR Polska Infrastructure S.A. i POLBUD-POMORZE Sp. z o.o., wartość podpisanej umowy wynosiła 645,6 miliona złotych (wg innych źródeł wartość kontraktu w chwili podpisania to 690,71 mln zł; 793,14 mln zł wg stanu na 23 października 2019). Ukończenie drogi pierwotnie planowano na lipiec 2018 roku, ale ze względu na trudności podczas prac budowlanych i konieczność wykonania dodatkowych prac oraz przedłużania się prób wyjścia z impasu zdecydowano o wyłączeniu z realizacji etapu pomiędzy węzłami Koszalin Wschód a Sianów Zachód. Odcinek Bielice – Koszalin Północ miał zostać ukończony do maja 2019.

#### Obwodnica Sianowa
Odcinek Sianów Zachód – Sianów Wschód (Karnieszewice) długości 5,5 km otwarto  8 lipca 2023 roku. Kosztował około 22,3 miliona złotych. Zaprojektowanie dodatkowego węzła Sianów Zachód w Gorzebądzu umożliwiło dostęp do zbudowanego już odcinka S6 i wykorzystanie go jako północnego obejścia do wyprowadzenia ruchu o natężeniu 20–30 tys. pojazdów/dobę z ulic niewielkiego miasta.

#### Koszalin Wschód – Sianów Zachód
Odcinek o długości ok. 5 km częściowo w granicach miasta Koszalin w rejonie ul. Władysława IV, Skwierzynki i dalej w kierunku Gorzebądza. Oddano do użytku 15 czerwca 2024 roku.
Pierwotny kontrakt na jego realizację zawarto 3 marca 2016 z wykonawcą – konsorcjum firm PORR Polska Infrastructure S.A. i POLBUD-POMORZE Sp. z o. o. Był to pierwszy spośród siedmiu realizowanych odcinków S6 od Goleniowa do Koszalina, na którym rozpoczęto prace budowlane. Jego budowa miała się zakończyć w lipcu 2018 roku.
Wskutek pojawienia się podczas realizacji inwestycji samowypływów wód głąbinowych wynikających ze skomplikowanej, zmiennej i rzadko spotykanej budowy geologicznej gruntu w okolicy Góry Chełmskiej (pomiędzy w. Koszalin Wschód a Sianów Wschód) oraz fiaska negocjacji z dotychczasowym wykonawcą tego etapu, w dniu 3 października 2018 ogłoszono przetarg na dokończenie budowy drogi w systemie "zaprojektuj i zbuduj". Do jego rozstrzygnięcia nie doszło przez wzgląd na znaczne rozbieżności pomiędzy wartością złożonych ofert a możliwościami budżetu przedsięwzięcia.
Wobec powyższego GDDKiA zdecydowała o rozdzieleniu zlecenia i ogłoszeniu kolejnego, trzeciego przetargu – w pierwszej kolejności na wykonanie projektu. Przetarg ten w połowie kwietnia 2019 roku wygrała firma Transprojekt Gdański. Firma na przygotowanie dokumentacji miała dziesięć miesięcy. Inwestor szacował, że uda mu się dokończyć budowę drogi w 2023 roku, jednakże już narracja z końca sierpnia 2023 wskazywała na II kw. roku 2024. Raport GDDKiA złożony 28 listopada 2023 przed nowowybranym Sejmem RP mówi o III kw. 2024.  
Na początku marca 2024 Polbud zawiesił prowadzenie robót domagając się dodatkowej kwoty 46,6 mln zł (ponad kontraktowe 448,8 mln) w związku z rewaloryzacją wartości umowy. 20 marca tego samego roku zawarto wstępne porozumienie pomiędzy GDDKiA a konsorcjum Polbudu, na podstawie którego wykonawca wznowił prowadzenie robót w dniach 21 marca a 8 kwietnia.
15 czerwca 2024 roku odcinek ten został udostępniony do ruchu w przekroju dwóch jezdni. Wyjątkiem jest estakada ES-119 nad linią kolejową nr 202 o długości 800 metrów, gdzie udostępniona została północna jezdnia. Południowa nitka estakady, gdzie musi jeszcze zostać wykonana nawierzchnia oraz roboty wykończeniowe, powinna być gotowa w ciągu kilku tygodni. Zakończenie całości prac przy obwodnicy ma nastąpić na początku sierpnia. 16 lipca 2024 roku udostępniono do ruchu południową jezdnię estakady ES-119.

### Obwodnica Słupska
Południową obwodnicę Słupska o długości 16,3 km, oddano do użytku 26 października 2010. Dwujezdniowa od 4 lipca 2025.  
23 września 2015 Generalna Dyrekcja Dróg Krajowych i Autostrad ogłosiła przetarg na dokończenie obwodnicy Słupska poprzez dobudowę 9,5 km nowej jezdni na niej. Przetarg ten unieważniono. Następnie GDDKiA ogłosiła przetarg wraz z terminem realizacji do 2025 roku, co nastąpiło w listopadzie 2020. Złożono trzy oferty o wartościach od 128 do 183 mln zł, przy zaplanowanym budżecie w wysokości ponad 238 mln zł. Najniższą przedstawiła firma Strabag (128.440.271,21 zł). W dniu 4 lipca 2025 roku otwarto obwodnicę Słupska już w przekroju 2x2.

### Bożepole Wielkie – Gdynia (Trasa Kaszubska)
Województwo pomorskie. Długość: 43,8 km. Odcinek podzielono na 3 zadania realizacyjne:
1. Odcinek w. Bożepole – w. Luzino (z węzłem) o długości 10,4 km – 30 kwietnia 2018 r. została wybrana, jako najkorzystniejsza, oferta firmy PORR SA na projekt i budowę odcinka. Oferent zadeklarował cenę 337 981 735,78 zł i termin 31 miesięcy z wyłączeniem okresów zimowych od 15 grudnia do 15 marca. Trasa ma po dwa pasy ruchu w każdym kierunku i pas awaryjnego postoju. Na trasie wybudowano trzy węzły drogowe: Bożepole Wielkie, Strzebielino oraz Luzino. Przy węźle Luzino został wybudowany Obwód Utrzymania Drogi Ekspresowej Luzino służący do zarządzania odcinkiem drogi ekspresowej S6[39]. Zezwolenie na realizację inwestycji drogowej (ZRID) dla tego odcinka uzyskano w styczniu 2020.
2. Odcinek w. Luzino (bez węzła) – w. Szemud (z węzłem) o długości 10,26 km – 17 kwietnia 2018 r. została ponownie wybrana najkorzystniejsza oferta na realizację tego odcinka. Przedstawiła ją firma Budimex SA, która zadeklarowała cenę 335 873 785,14 zł i termin 34 miesięcy (z wyłączeniem okresów zimowych od 15 grudnia do 15 marca) oraz 10 lat gwarancji jakości na elementy infrastruktury[40].
3. Odcinek w. Szemud (bez węzła) – w. Gdynia Wielki Kack (z węzłem, rozbudowa do 3 pasów ruchu dla jednego kierunku) o długości 23,1 km – 26 marca 2018 r. wybrano ofertę firmy Polaqua, która miała zbudować trasę za 817 110 153 zł. W ramach kontraktu powstało 37 obiektów inżynieryjnych (mostów, estakad, przejść podziemnych i kładek dla pieszych) oraz 28 przejść dla zwierząt, a także ponad 12 km dróg lokalnych i 15 km dróg dojazdowych do nieruchomości. Część trasy została obudowana ekranami akustycznymi[41].

Odcinek oddano do użytku 21 grudnia 2022.

### Obwodnica Trójmiasta
Odcinek od Gdyni (Wielki Kack) do Pruszcza Gdańskiego, stanowi tzw. obwodnicę Trójmiasta o długości 30 km. Wybudowana została w latach 70. XX w., a zmodernizowana na przełomie XX i XXI wieku. Na końcowym fragmencie obwodnicy powstał węzeł drogowy Rusocin, który rozpoczyna autostradę A1, ale nadal stanowi obwodnicę Trójmiasta.

## Odcinki w budowie

### Koszalin Wschód – Sianów Zachód
Odcinek o długości ok. 5 km częściowo w granicach miasta Koszalin w rejonie ul. Władysława IV, Skwierzynki i dalej w kierunku Gorzebądza.
Pierwotny kontrakt na jego realizację zawarto 3 marca 2016 z wykonawcą – konsorcjum firm PORR Polska Infrastructure S.A. i POLBUD-POMORZE Sp. z o. o. Był to pierwszy spośród siedmiu realizowanych odcinków S6 od Goleniowa do Koszalina, na którym rozpoczęto prace budowlane. Jego budowa miała się zakończyć w lipcu 2018 roku.
Wskutek pojawienia się podczas realizacji inwestycji samowypływów wód głąbinowych wynikających ze skomplikowanej, zmiennej i rzadko spotykanej budowy geologicznej gruntu w okolicy Góry Chełmskiej (pomiędzy w. Koszalin Wschód a Sianów Wschód) oraz fiaska negocjacji z dotychczasowym wykonawcą tego etapu, w dniu 3 października 2018 ogłoszono przetarg na dokończenie budowy drogi w systemie "zaprojektuj i zbuduj". Do jego rozstrzygnięcia nie doszło przez wzgląd na znaczne rozbieżności pomiędzy wartością złożonych ofert a możliwościami budżetu przedsięwzięcia.
Wobec powyższego GDDKiA zdecydowała o rozdzieleniu zlecenia i ogłoszeniu kolejnego, trzeciego przetargu – w pierwszej kolejności na wykonanie projektu. Przetarg ten w połowie kwietnia 2019 roku wygrała firma Transprojekt Gdański. Firma na przygotowanie dokumentacji miała dziesięć miesięcy. Inwestor szacował, że uda mu się dokończyć budowę drogi w 2023 roku, jednakże już narracja z końca sierpnia 2023 wskazywała na II kw. roku 2024. Raport GDDKiA złożony 28 listopada 2023 przed nowowybranym Sejmem RP mówi o III kw. 2024.  
Na początku marca 2024 Polbud zawiesił prowadzenie robót domagając się dodatkowej kwoty 46,6 mln zł (ponad kontraktowe 448,8 mln) w związku z rewaloryzacją wartości umowy. 20 marca tego samego roku zawarto wstępne porozumienie pomiędzy GDDKiA a konsorcjum Polbudu, na podstawie którego wykonawca wznowił prowadzenie robót w dniach 21 marca a 8 kwietnia.
15 czerwca 2024 roku odcinek ten został udostępniony do ruchu w przekroju dwóch jedni. Wyjątkiem jest estakada ES-119 nad linią kolejową nr 202 o długości 800 metrów, gdzie udostępniona została północna jednia. Południowa nitka estakady, gdzie musi jeszcze zostać wykonana nawierzchnia oraz roboty wykończeniowe, powinna być gotowa w ciągu kilku tygodni. Zakończenie całości prac przy obwodnicy ma nastąpić na początku sierpnia. 16 lipca 2024 roku udostępniono do ruchu południową jezdnię estakady ES-119.

### Leśnice – Bożepole Wielkie (Trasa Kaszubska)
Długość: 22 km. 29 lipca 2021 r. podpisano z firmą Budimex SA umowę na realizację tego odcinka, która opiewa na kwotę 718 669 944,83 zł. Na budowanym odcinku zostaną wybudowane 3 węzły drogowe oraz 28 obiektów inżynieryjnych, w tym dwie estakady. W styczniu 2023 uzyskano zezwolenie na realizację inwestycji drogowej (ZRID), a planowany termin oddania tego odcinka to połowa 2025 roku.

## Historia

### Lata 30. i 40. XX wieku: Budowa autostrady przez III Rzeszę

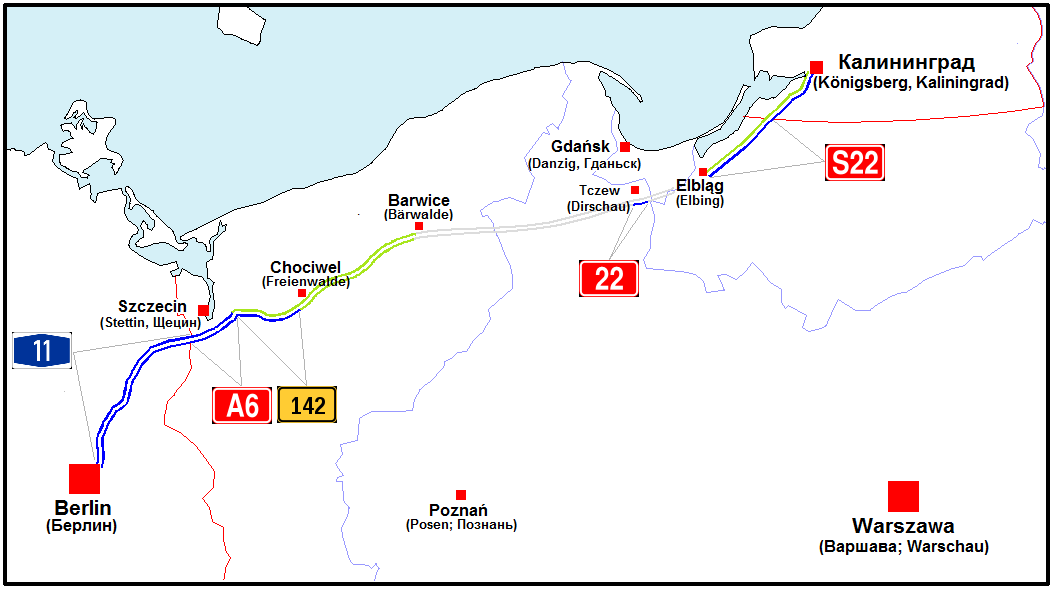
Projektowana w latach 30. autostrada łącząca Berlin z Królewcem. Przebieg dzisiejszej szóstki różni się od ówczesnych założeń.

Historia budowy autostrady sięga lat 30. XX wieku. Wówczas to w Niemczech stworzono plan czteroletni, w ramach którego m.in. miała nastąpić rozbudowa sieci krajowych autostrad z wykorzystaniem bezrobotnych. Jedną z zaprojektowanych dróg szybkiego ruchu o dużej nośności było połączenie autostradowe łączące stolicę Niemiec – Berlin i stolicę prowincji Prusy Wschodnie – Królewiec. Budowa Reichsautobahn (RAB) 4a Berlin-Stettin rozpoczęła się w 1934 roku. 4 kwietnia 1936 gotowy był odcinek do węzła Joachimsthal, a 27 września tego samego roku był przejezdny odcinek do węzła Stettin-Süd (dzisiaj węzeł Szczecin Zachód). Łącznie zbudowano 119-kilometrowy odcinek czteropasmowy. Mosty i wiadukty w poprzek drogi gotowe były w roku 1937. Odcinek od Berlina do granicy z Polską, to dzisiaj Bundesautobahn 11, dalej na wschód prowadzi polska autostrada A6.
Dalej przebieg drogi miał się różnić od dzisiejszej DK6. Od węzła Rzęśnica autostrada nie skręcała na północ w kierunku Goleniowa, tylko prowadziła dalej na wschód i kierowała się na Chociwel (współczesna droga wojewódzka nr 142). Również węzeł wyglądał inaczej niż dzisiaj: relacja Szczecin–Chociwel była nadrzędną, a dzisiejsza S3 (wówczas Bäderstraße) była drogą podporządkowaną.

### 1970–2000: Budowa obwodnicy Trójmiasta i powrót do koncepcji połączenia Niemiec z Królewcem
W latach 70. XX wieku rozpoczęła się budowa obwodnicy Trójmiasta, która rozbudowywana była w kolejnych latach.
Powrót do dawnej koncepcji połączenia Niemiec ze Wschodem narodził się po zmianie ustroju w Polsce po 1989 roku. Powrócono wówczas do pomysłu autostrady, ale tym razem miała ona łączyć nie Berlin, a Hamburg z Królewcem. Nie wykonano jednak żadnych kroków, by autostrada powstała.

### 2000–2007: Starania samorządowców o budowę drogi
Od 2007 roku GDDKiA rozpatruje wariant przebiegu drogi S6 (na terenie woj. zachodniopomorskiego) nowym śladem na odcinku Wicimice – Kołobrzeg – Koszalin.
14 czerwca 2007 wojewoda pomorski wydał decyzję środowiskową dotyczącą południowej obwodnicy Słupska o długości 16,3 km.
5 sierpnia 2008 podpisano umowę na jej budowę z konsorcjum firm Strabag i Wakoz.
W 2007 roku wojewoda pomorski p.o. Piotr Karczewski i wojewoda zachodniopomorski Robert Krupowicz skierowali odezwę do ministra transportu Jerzego Polaczka i Prezesa Rady Ministrów Jarosława Kaczyńskiego o przyspieszenie budowy drogi ekspresowej od granicy zachodniej do Trójmiasta. Wojewodowie przytaczali argumenty związane z napływem gości z Niemiec, którzy poruszać się będą na gdański stadion właśnie drogą A6/S6. W tym czasie oszacowano również koszty inwestycji. Obliczono je na 860 mln €.
O drogę walczył również pochodzący z Koszalina marszałek województwa w latach 2008–2010 Władysław Husejko. W rozmowie z Głosem Szczecińskim mówił, że zrobi wszystko, żeby droga ekspresowa S3 była kontynuowana, a S6 zaprojektowana i wykonana. W 2009 roku kolejny wojewoda zachodniopomorski, Marcin Zydorowicz, nawoływał o uwzględnienie S6 w Transeuropejskiej Sieci Transportowej.
5 grudnia 2007 w Szczecinie zostało podpisane porozumienie pomiędzy województwem zachodniopomorskim, powiatem polickim, gminą Goleniów, gminą Police oraz gminą miastem Szczecin w sprawie realizacji w 2008 roku studium wykonalności Zachodniego Drogowego Obejścia Szczecina w ciągu drogi S6.

### 2008–2010: Budowa obwodnicy Słupska i decyzja o przebiegu drogi przez Kołobrzeg

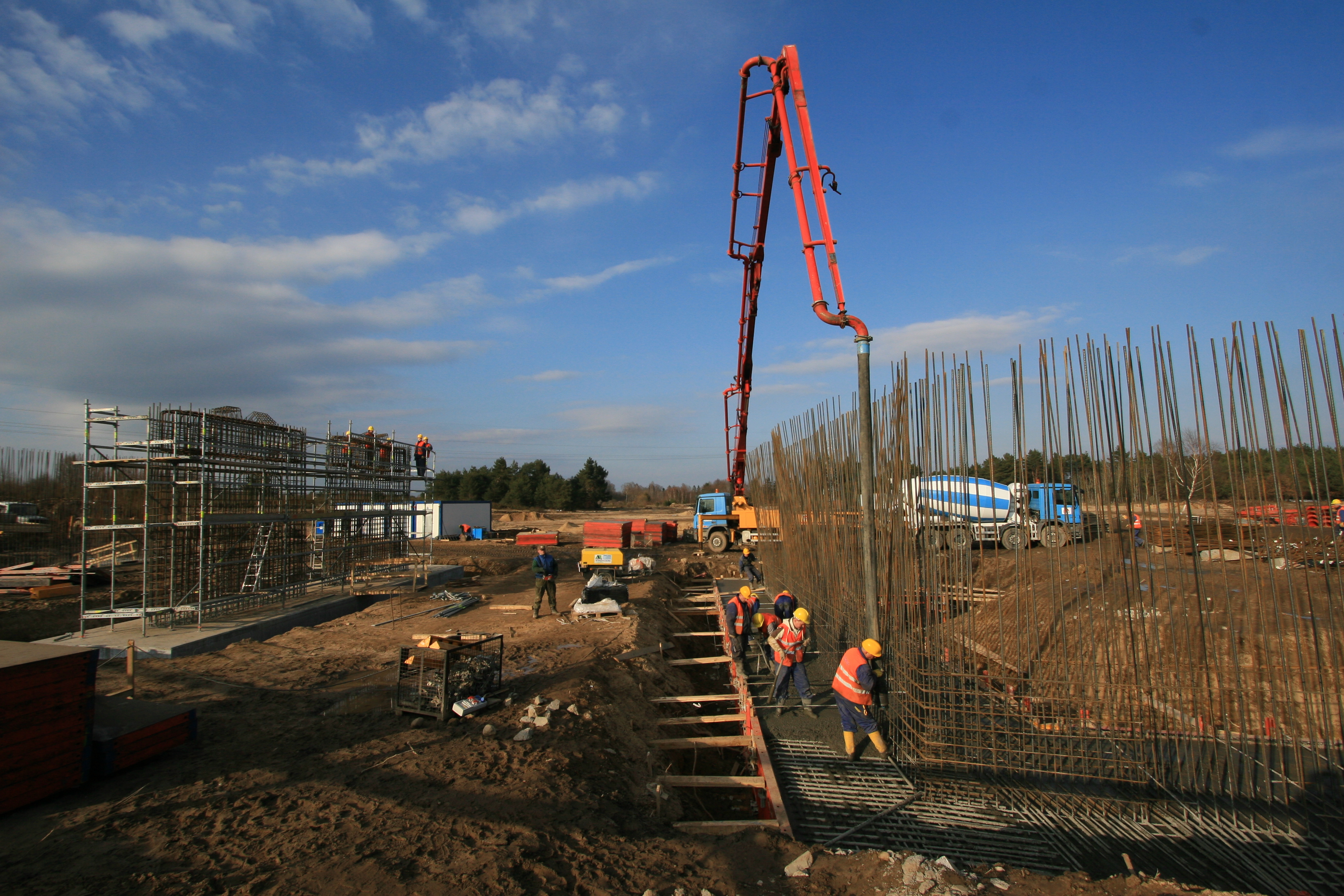
Budowa obwodnicy Słupska

19 sierpnia 2008 rozpoczęto budowę obwodnicy Słupska.
W lipcu 2010 roku zapadła decyzja o przebiegu drogi uwzględniająca przejście przy Kołobrzegu. W marcu 2011 roku stała się ona ostateczna. Chociaż trasa przez to będzie nieco dłuższa o około 10 km, to dzięki temu nie będzie trzeba budować drogi ekspresowej S11, która szłaby po tym samym śladzie między Kołobrzegiem a Koszalinem co S6.
14 lipca 2010 wydana została decyzja o środowiskowych uwarunkowaniach dla odcinka Goleniów – Słupsk (z wyłączeniem obwodnicy Nowogardu), jako drogi dwujezdniowej o dwóch pasach ruchu w każdą stronę (z rezerwą pod trzeci pas).
26 października 2010 zakończono budowę obwodnicy Słupska. Po 25 miesiącach budowy jednojezdniowej drogi powstały cztery węzły (Reblinko, Kobylnica, Głobino i Redzikowo), w obrębie których obwodnica jest w profilu dwujezdniowym.

### 2010–2013

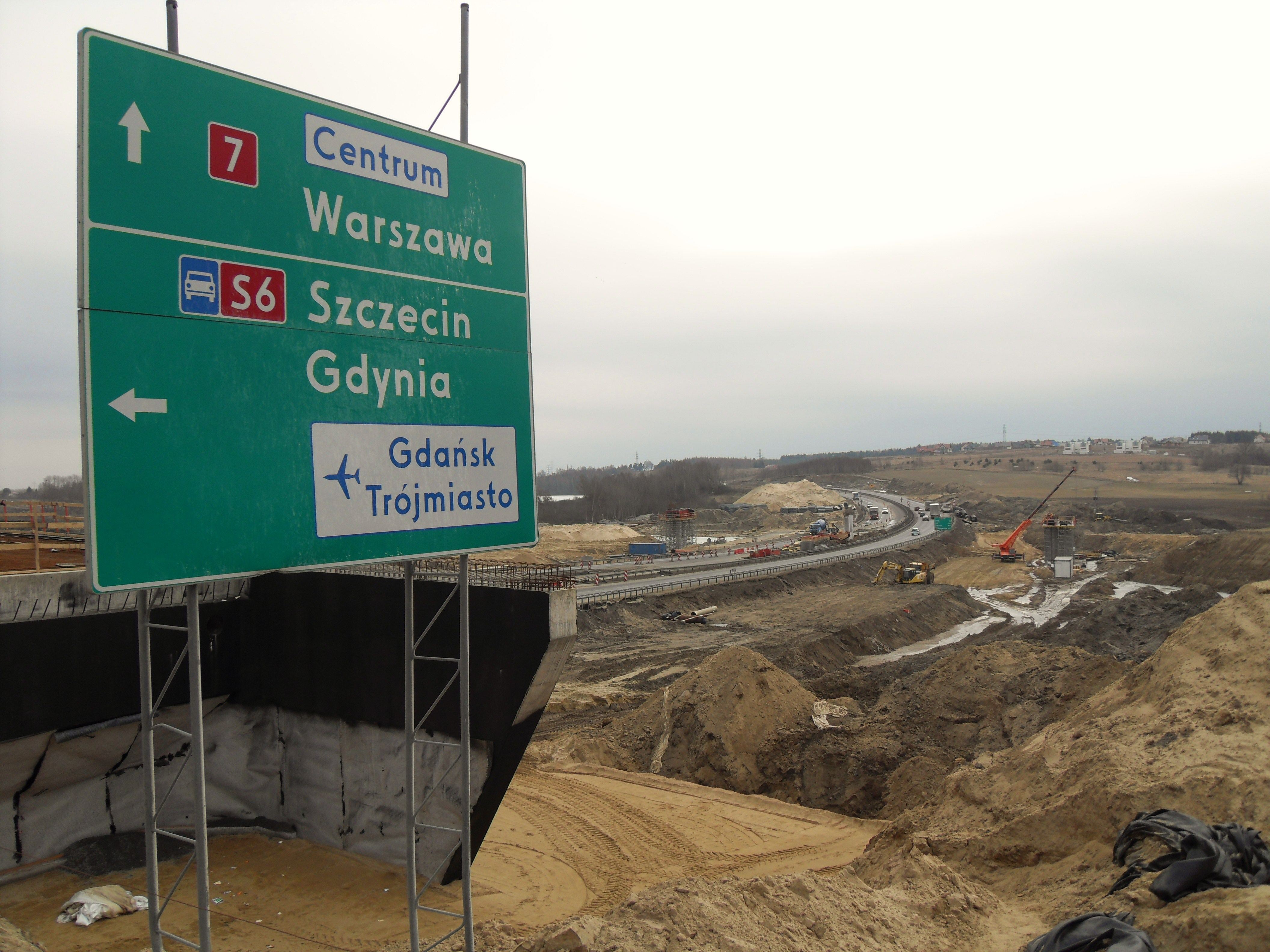
Rozbudowa węzła Karczemki

W latach 2010–2012 dokonano rozbudowy węzła Karczemki oraz budowy węzła Auchan w ciągu obwodnicy Trójmiasta.
We wrześniu 2012 roku w rozmowie w Polskim Radiu Gdańsk minister Nowak powiedział, że Polska nie ma środków finansowych na budowę tej autostrady, ale w nowej perspektywie finansowej w 2014 roku wszystko zostanie przygotowane tak, żeby ruszyć z procedurą przetargową.
26 października 2012 ogłoszono przetarg na koncepcję programową dla odcinka Goleniów – Słupsk.
W marcu 2013 roku podpisana została umowa z dwoma biurami projektowymi: Egis Poland i Trak, które miały przedstawić w ciągu dziesięciu miesięcy koncepcje programowe dla czterech odcinków przyszłej szóstki, pomiędzy Goleniowem a Koszalinem. Będą one startem do przetargu na zaprojektowanie i wybudowanie drogi. 11 marca tego samego roku poseł Joachim Brudziński zgłosił do marszałek sejmu interpelację o umieszczenie w planie rozwoju sieci drogowej Polski na lata 2014–2020 inwestycji przebudowy drogi krajowej nr 6.

### 2014–2015: Przetargi na pozostałe odcinki S6

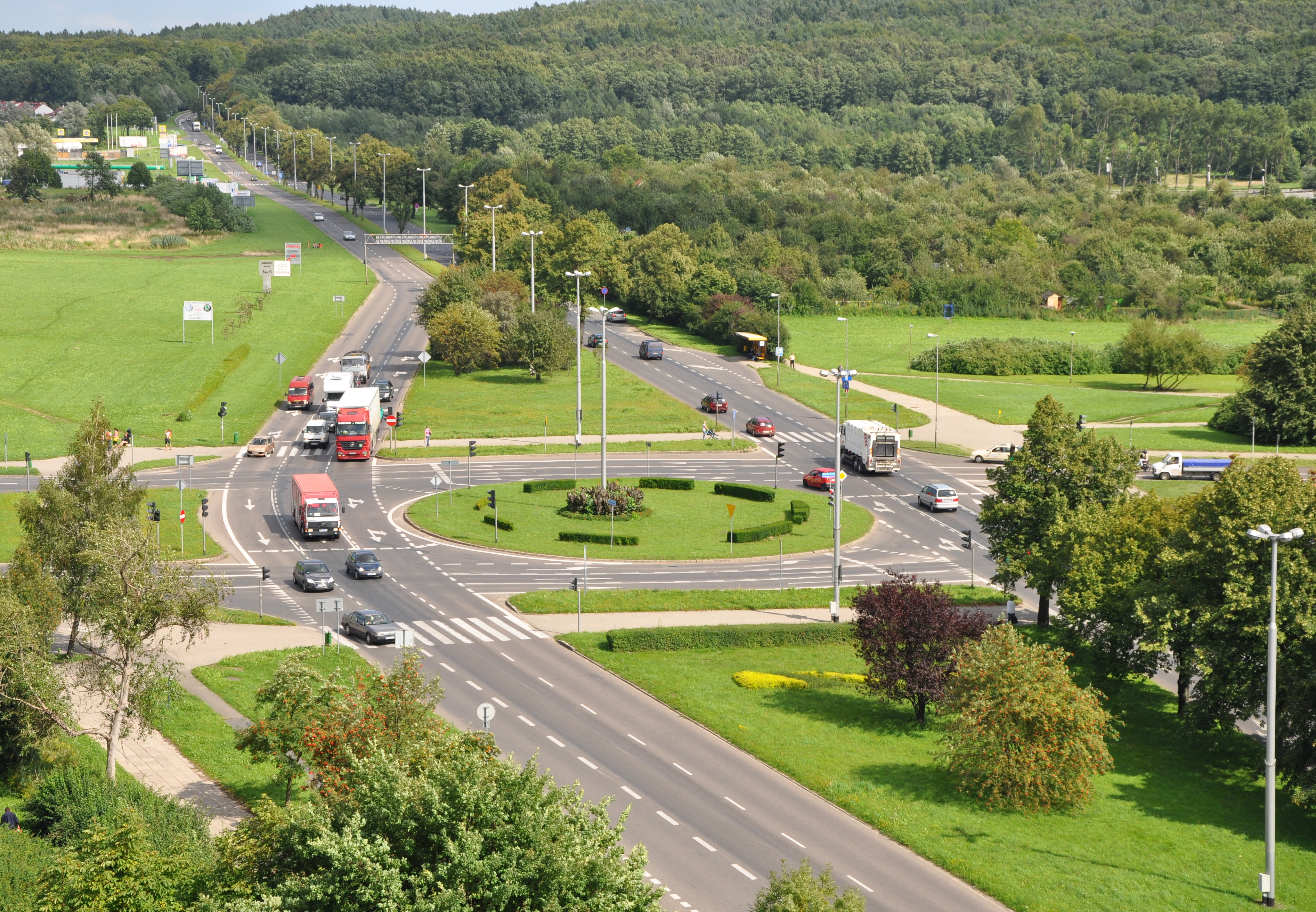
Fragment drogi krajowej nr 6 w Koszalinie (skrzyżowanie z drogą wojewódzką nr 206)

W maju 2014 roku wicepremier i Minister Infrastruktury i Rozwoju Elżbieta Bieńkowska ogłosiła, że w 2014 roku powinien zostać ogłoszony przetarg na budowę odcinka Szczecin – Koszalin. 14 sierpnia ogłoszone przetargi na zaprojektowanie i budowę trzech odcinków drogi ekspresowej S6 w województwie zachodniopomorskim – od Goleniowa do początku obwodnicy Nowogardu, od końca obwodnicy Nowogardu do końca obwodnicy Płotów i od węzła Ustronie Morskie do początku obwodnicy Koszalina. Łączna długość odcinków to 63,4 km.
14 sierpnia 2014 ogłoszono przetargi w systemie Zaprojektuj i Zbuduj na budowę 3 odcinków drogi ekspresowej S6 w województwie zachodniopomorskim (o łącznej długości 63,4 km):
- Goleniów – obwodnica Nowogardu (dł. 19,2 km)[65];
- obwodnica Nowogardu – Płoty (dł. 20 km)[66];
- Ustronie Morskie – zachodni początek obwodnicy Koszalina i Sianowa (o długości 24,2 km)[67].

21 sierpnia 2014 ogłoszono przetargi na budowę kolejnych odcinków drogi ekspresowej S6 w województwie zachodniopomorskim. Nowe odcinki mają łącznie 53,3 km:
- koniec obwodnicy Płotów – w. Kiełpino o długości 14,6 km,
- w. Kiełpino – w. Kołobrzeg Zachód o długości 24 km,
- w. Kołobrzeg Zachód – w. Ustronie Morskie o długości 14,7 km[69].

W dniu 23 września 2015 zostały ogłoszone dwa przetargi:
1. rozbudowa istniejącej obwodnicy Słupska do pełnych dwóch jezdni na trzech odcinkach o łącznej długości ok. 9,5 km w tym: m.in. drugi most przez Słupię. Prace projektowe, roboty wraz z uzyskaniem decyzji o pozwoleniu na użytkowanie powinny być ukończone w ciągu od 30 do 33 miesięcy od daty zawarcia umowy z wykonawcą.
2. budowa odcinka Słupsk – Lębork (ok. 40 km) z podziałem na 3 części:
  - koniec obwodnicy Słupska – w. Bobrowniki (z węzłem) – długość ok. 16 km, budowa dwóch węzłów drogowych: Budy i Bobrowniki.
  - w. Bobrowniki (bez węzła) – w. Skórowo (z węzłem) – długość ok. 13 km, budowa węzłów Rzechcino i Skórowo.
  - w. Skórowo (bez węzła) – w. Leśnice (z węzłem) – długość ok. 11 km.

Na realizację tych zadań przewidziano termin 34–37 miesięcy, przy czym podobnie jak w poprzednim przetargu do czasu realizacji robót nie wlicza się okresów zimowych.
29 września 2015 podpisano umowę na zaprojektowanie i budowę odcinka Goleniów – Nowogard drogi S6 o długości 19,2 km. Jest to pierwsza umowa na realizację drogi ekspresowej S6 – największej inwestycji infrastrukturalnej w województwie zachodniopomorskim. Pierwszy odcinek S6 będzie realizowała firma Budimex. Budowa drogi powinna się zakończyć w kwietniu 2019 roku. Wykonawca ma 15 miesięcy od podpisania umowy na opracowanie projektów technicznych nowej trasy i uzyskanie decyzji ZRID. Następnie ruszą prace budowlane, które potrwają 22 miesiące (z czasu ich trwania wyłączone są okresy zimowe od 15 grudnia do 15 marca).
30 września 2015 zostały ogłoszone przez GDDKiA dwa przetargi ograniczone, dwuetapowe na projekt i budowę odcinka od Lęborka do Gdyni (łącznie 65,3 km):
1. pierwszy przetarg:
  - w. Leśnice (bez węzła) – w. Łęczyce (z węzłem), długości 17,4 km, budowa węzłów Lębork Południe, Lębork Wschód, Łęczyce;
  - w. Łęczyce (bez węzła) – Luzino (z węzłem), długości 15 km.
2. drugi przetarg:
  - Luzino (bez węzła) – w. Szemud (z węzłem), długości 10,3 km,
  - Szemud (bez węzła) – w. Gdynia Wielki Kack (z węzłem), długości 22,8 km, budowa węzłów Koleczkowo, Chwaszczyno, Gdynia Dąbrowa oraz przebudowa w. Gdynia Wielki Kack[72].

W projekcie Programu Budowy Dróg Krajowych na lata 2014–2020 przewidziana jest budowa 3 odcinków o łącznej długości 130 km:
- Straszyn – Żukowo – Chwaszczyno („Obwodnica Metropolitalna Trójmiasta”). We wrześniu 2015 gdański oddział GDDKiA ogłosił przetarg na realizację tego odcinka. Prace miały ruszyć we wrześniu 2017 i trwać do końca 2019[73],
- Chwaszczyno – Lębork (Trasa Kaszubska) – jeden z wariantów tej drogi przewiduje, że fragment od Bożepola Wielkiego do węzła Wielki Kack stanie się drogą S6, a północny odcinek Obwodnicy Trójmiasta zmieni numer. Budowa tego odcinka rozpocznie się nie prędzej niż w styczniu 2018 roku[74],
- Słupsk – Lębork (dł. ok. 40 km). Szacowane koszty ok. 2 mld zł. Początek budowy – luty 2018 roku[74].

W praktyce do początku 2017 roku nie rozpoczęto II etapu przetargu na budowę S6 w woj. pomorskim. W marcu 2017 podano do wiadomości publicznej, że planowane jest jedynie ogłoszenie przetargu na projekt i budowę odcinka obwodnica Trójmiasta – Chwaszczyno – Lębork.

### 2015: Wydłużenie S6 o zachodnią obwodnicę Szczecina
13 października rząd zmienił rozporządzenie o autostradach i drogach ekspresowych w Polsce, wydłużając S6 o odcinek Kołbaskowo – Police – Goleniów, czyli zachodnią obwodnicę Szczecina. W ciągu drogi miałaby powstać przeprawa przez Odrę w postaci tunelu bądź mostu.
Podczas Dnia Jedności Kaszubów w 2025 roku nadano arterii oficjalną nazwę Trasa Kaszubska – Kaszëbskô Darga.

## Odcinki w trakcie przetargów

### Węzeł zespolony Szczecin Zachód
Węzeł zespolony Szczecin Zachód (dawniej Kołbaskowo) na skrzyżowaniu autostrady A6, drogi ekspresowej S6 i drogi krajowej nr 13 stanowić będzie początek Zachodniej Obwodnicy Szczecina (długość obiektu: 2 km)
12 października 2015 roku Generalna Dyrekcja Dróg Krajowych i Autostrad ogłosiła przetarg dla tej inwestycji w formule „zaprojektuj i wybuduj” z przewidywanym terminem rozpoczęcia prac w terenie wiosną 2019 roku i ich zakończenia w pierwszej połowie 2021 roku. Głównym wykonawcą została wybrana firma Energopol Szczecin S.A. a stosowne umowy zostały podpisane 9 marca 2018. Na początku lipca 2019 Energopol złożył w szczecińskim sądzie rejonowym wniosek o ogłoszenie upadłości likwidacyjnej. Zdolność firmy do dokończenia mocno opóźnionych lub nawet jeszcze nierozpoczętych kontraktów miała stać się przedmiotem pogłębionej analizy prawnej GDDKiA, sama zaś firma zadeklarowała chęć kontynuacji prac. 26 września 2019 wojewoda zachodniopomorski wydał decyzję o zezwoleniu na realizację inwestycji z rygorem natychmiastowej wykonalności. Zakończenie realizacji inwestycji miało nastąpić w II kwartale 2021 roku. 14 października 2019 umowy z Energopolem zostały rozwiązane.
W kwietniu 2025 roku w wyniku nowego przetargu Generalna Dyrekcja Dróg Krajowych i Autostrad wstępnie wybrała ofertę firmy Budimex, opiewającą na kwotę 429 milionów złotych. Planowane zakończenie prac i oddanie nowego węzła do użytku szacowane jest na 2028 rok.

### Sianów – Słupsk
Długość: 45,2 km. Przetarg ogłoszony 7 października 2015. Inwestycja została podzielona na odcinki:
1. koniec obwodnicy Sianowa – początek obwodnicy Sławna (20,2 km)
2. obwodnica Sławna (11 km)
3. koniec obw. Sławna – początek obwodnicy Słupska (14 km)

Zakończenie realizacji przewidywane było na połowę 2020 r.
W kwietniu 2019 GDDKiA ogłosiła kolejny przetarg na budowę tego odcinka z następującym etapowaniem:
1. koniec obw. Sianowa – początek obw. Sławna (22,2 km; węzły: Kawno, Malechowo, Karwice, Bobrowice)
2. obwodnica Sławna (9,5 km; węzły: Sławno, Warszkowo)
3. koniec obw. Sławna – początek obw. Słupska (14,4 km; węzły: Wrześnica, Sycewice)

Umowa na projektowanie ma być podpisana w III kw. 2019. Decyzja ZRID powinna zostać wydana w II kw. 2021, a przetarg na prace budowlane powinien być ogłoszony w połowie 2021 roku. Powyższy przetarg został rozstrzygnięty 17 października 2019. Wybrano ofertę firmy Mosty Gdańsk. Wykonawca ma 12 miesięcy na zaprojektowanie dwóch odcinków: Sianów – Sławno (3,6 mln zł) i Sławno – Słupsk (3,98 mln zł).

### Słupsk – Lębork
Długość: ok. 40 km. Przetarg ogłoszony 23 września 2015 i ponownie w końcu 2020 w formule "zaprojektuj i wybuduj". Inwestycja została podzielona na 3 części:
1. koniec obwodnicy Słupska – w. Bobrowniki (z węzłem) – długość ok. 16 km, budowa dwóch węzłów drogowych: Budy i Bobrowniki (przetarg ogłoszono 9 grudnia 2020 r.[90]; złożone oferty opiewały na kwoty od 473 mln zł (PUT Intercor) do 626 mln zł przy założonym budżecie w wysokości 750 mln zł)[91]
2. w. Bobrowniki (bez węzła) – w. Skórowo (z węzłem) – długość ok. 13 km, budowa dwóch węzłów drogowych: Rzechcino i Skórowo (przetarg ogłoszono 25 listopada 2020 r.[92])
3. w. Skórowo (bez węzła) – w. Leśnice (z węzłem) – długość ok. 11 km. Przetarg ogłoszono 30 listopada 2020 r.[93]

## Odcinki w przygotowaniu lub planowane

### Kołbaskowo – Goleniów (Zachodnia Obwodnica Szczecina)
Obwodnica zachodnia Szczecina: długość ok. 51,6 km. 6 kwietnia 2017 r. odcinek otrzymał decyzję o środowiskowych uwarunkowaniach.